# Parhelophilus consimilis
Parhelophilus consimilis là một loài ruồi trong họ Ruồi giả ong (Syrphidae). Loài này được Malm mô tả khoa học đầu tiên năm 1863. Parhelophilus consimilis phân bố ở vùng Cổ Bắc giới (Đan Mạch)